# When Life Gives You Lemons, You Paint That Shit Gold
Albums de Atmosphere
Strictly Leakage
(2007) Leak at Will
(2009)
When Life Gives You Lemons, You Paint That Shit Gold est le cinquième album studio d'Atmosphere, sorti le 22 avril 2008.
L'album s'est classé 5e au Billboard 200.
Le titre est inspiré de l'expression « Quand la vie vous donne des citrons, faites de la citronnade ».

## Liste des titres
| No  | Titre                              | Contient un (des) sample(s) de                                                               | Durée |
| --- | ---------------------------------- | -------------------------------------------------------------------------------------------- | ----- |
| 1.  | Like the Rest of Us                |                                                                                              | 3:20  |
| 2.  | Puppets                            | Sabotage des Beastie Boys                                                                    | 3:41  |
| 3.  | The Skinny                         |                                                                                              | 3:36  |
| 4.  | Dreamer                            | One and One d'Automatic Man                                                                  | 4:04  |
| 5.  | Shoulda Known                      | Somebody Told Me d'Eurythmics                                                                | 3:06  |
| 6.  | You                                |                                                                                              | 3:14  |
| 7.  | Painting                           | Atom Heart Mother de Pink Floyd                                                              | 3:00  |
| 8.  | Your Glass House                   | Rolling de Ronnie Laws                                                                       | 3:58  |
| 9.  | Yesterday                          | Love Finds Its Own Way de Gladys Knight & the Pips B.L.A.K. Culture de Beyond featuring Slug | 3:23  |
| 10. | Guarantees                         |                                                                                              | 4:32  |
| 11. | Me                                 |                                                                                              | 3:40  |
| 12. | Wild Wild Horses                   | The Masquerade Is Over de David Oliver                                                       | 4:14  |
| 13. | Can't Break                        |                                                                                              | 3:33  |
| 14. | The Waitress (featuring Tom Waits) | It Seems So Hard de Sun                                                                      | 3:00  |
| 15. | In Her Music Box                   | Time Machine de Gary Wright The Bass and the Movement d'Atmosphere                           | 4:20  |

| 16. | Vanity Sick               | 2:52 |
| 17. | Sunshine (Live) [Video]   | 4:07 |
| 18. | Guarantees (Live) [Video] | 4:12 |